# وایلد هیربروگ
وایلد هیربروگ (انگلیسی: Wild Heerbrugg) شرکت تولید صنعتی سوئیسی است، که در سال ۱۹۲۱ تأسیس شد.